# Wei Yimin
Wei Yimin (魏意民S, Wèi YìmínP; Dalian, 12 luglio 1971) è un ex calciatore ed ex giocatore di calcio a 5 cinese.

## Carriera
Wei ha disputato il FIFA Futsal World Championship 1992 in cui la nazionale cinese di calcio a 5 è stata eliminata nel girone del primo turno comprendente Spagna, Stati Uniti e Russia.